# Marion Dufresne 2
Marion Dufresne 2, někdy bez indexu Marion Dufresne, je víceúčelové plavidlo, vědecké i zásobovací.
Pro vědeckou činnost, oceánografií, je nájemcem lodě Francouzský polární institut Paul-Emile Victor (IPEV) a pro logistiku Francouzská jižní a antarktická území (TAAF). Loď byla pojmenována na počest francouzského průzkumníka Marc-Joseph Marion Dufresne (1724 až 1772).

## Historie
Marion Dufresne 1 bylo plavidlo které plnilo od roku 1973 až do roku 1995, kdy bylo nahrazeno moderní lodí Marion Dufresne 2, stejné úkoly. V současnosti, zřejmě pro zjednodušení, se i na oficiálních stránkách IPEV i TAAF vždy objevuje název Marion Dufresne bez indexu.

## Záměr
Tato multiúčelová loď byla stavěna se záměrem provádět oceánografický výzkum a zároveň zásobovat vědecké základny na odlehlých ostrovech, převážně ve Francouzských jižních a antarktických územích v jižní části Indického oceánu. Nepředpokládala se plavba ve vodách s nebezpečím ledových ker.

## Konstrukce
Zhotovitel Ateliers et Chantiers du Havre konstruoval Marion Dufresne 2, jedno z největších světových vědeckých plavidel, s výjimečnou schopnosti plout a provádět výzkumné práce za všech povětrnostních podmínek, schopné odolávat i rozbouřenému moři. Je to nejvýkonnější výzkumné plavidlo pro zkoumání mořského dna. Loď splňuje také náročné ekologické normy bránící znečišťování životního prostředí.
Pro zajištění spolehlivé navigace jsou na lodi tři nezávisle systémy GPS, z nichž dva jsou trvale v provozu. Používá také k určování polohy inerciální navigační systém (INS) s gyroskopem. Mimo to má dva radary pro detekci hladinových objektů, autopilota pro udržení kurzu podle gyrokompasu a nakonec i klasický magnetický kompas. Všechny důležité lodní systémy jsou zdvojené.

## Vybavení
Výzkumné plavidlo Marion Dufresne 2 se zabývá převážně chemickou a fyzickou oceánografií a mořskou geologii a geofyzikou. Jeho světová specifičnost spočívá ve schopnosti odebírat bez rozvíření z mořských sedimentů vysokých až 60 m nerotační, gravitační metodou vzorky (jádra) o váze až 10 tun. Vzorek sedimentu vytažený v plastové trubce se rozřeže na části po 1,5 m, jednotlivá část se rozpůlí podélně na dvě poloviny, z nichž prvá se zkoumá hned na lodi a druhá se zakonzervuje a po přistání se předá k detailnímu výzkumu speciálnímu ústavu. Dále je na lodi k měření hloubky speciální sonar vysílající současně na různých frekvencích, které při kartografii mořského dna dokáži odlišit, v závislosti na různé odrazivosti, hloubku pevného dna a výšku sedimentů.
Kromě toho je má loď ve výbavě ještě mnoho specifických zařízení od echosond, gravimetrů a seismografů a zařízení pro vizuální sledování mořského dna až po rozličné pevné nebo závěsné lanové vrátky a několik jeřábů (2 o společné nosnosti 45 t). Součástí plavidla jsou i nádrže na palivo s přečerpávacím zařízením pro pozemní vědecké stanice, kde je toto palivo jediným zdrojem energie. Dále jsou tam i chladicí místnosti pro zásoby, nákladový prostor 5600 m³ a kapacita pro 110 standardních 20' kontejnerů. Pro laboratoře vybavené nejmodernější analýzační, výpočetní i sdělovací technikou je na lodi vyhrazeno 650 m², přenos dat na pevninu je zajištěn systémem Inmarsat B. Na palubě je také přistávací plocha s vrtulníkem. Oceánologický výzkum je prováděn po celé zeměkouli.

## Další využití
Druhým, neoddělitelným úkolem lodě je zajišťovat dopravní spojení a zásobování odlehlých vědeckých stanic potravinami, palivem a technickými prostředky i přepravovat osádky při střídání. Má kapacitu pro 110 cestujících, 59 kabin, 2 jídelny, salonky, konferenční místnosti i posilovnu. Na lodi je také operační sál. Na výspách civilizace které loď pravidelně navštěvuje nejsou letiště a Marion Dufresne 2 tak představuje, v případě vážných problémů jejich přechodných obyvatel, jedinou možnou záchranu.
Vyplouvá 4xročně z Marseille ve Francii k ostrovu Réunion a pak objíždí jednotlivé stanice, což trvá asi čtyři týdny. Při této příležitosti slouží i jako výletní loď pro asi 20 turistů, kteří jsou zvědaví na subantarktické ostrovy, kde v příhodnou dobu mohou zpovzdáli zhlédnou hejna hnízdících mořských ptáků nebo stáda mořských savců vyvádějící na pobřežích svá mláďata. Cena 28denního výletu pro rok 2011 je od 5500 do 8500 €.
Nepravidelně je na lodi pro cca 20 studentů pořádána po dobu 14 dnů "Univerzita na moři", kde se studenti přímo podílejí na vědecké práci za spoluúčastí odborníků z různých zemí.

## Marion Dufresne 2

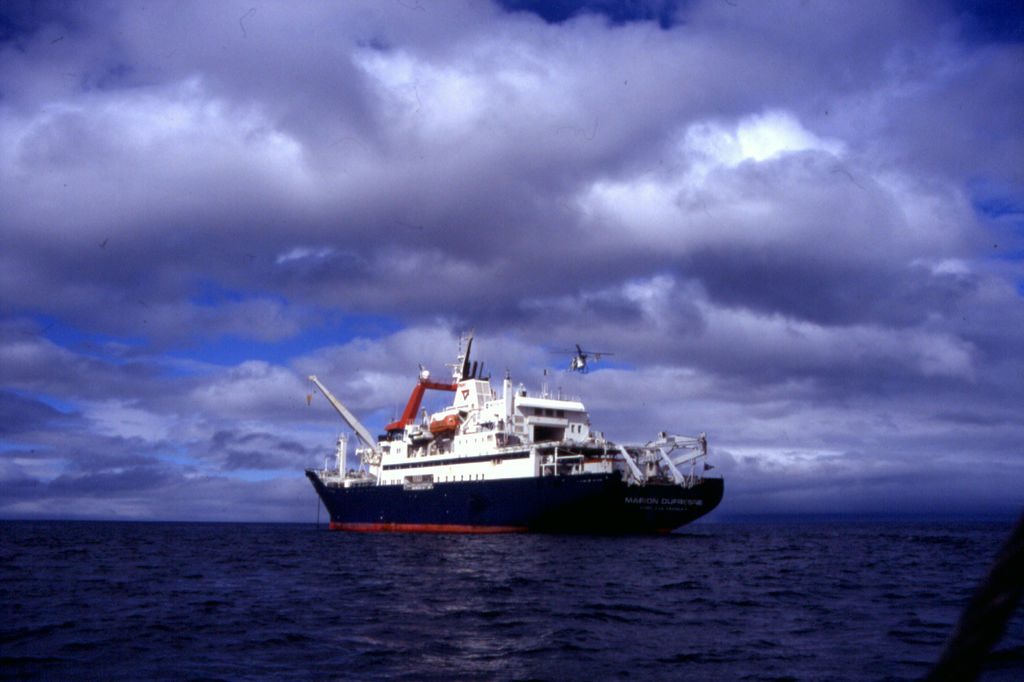
Jiný pohled
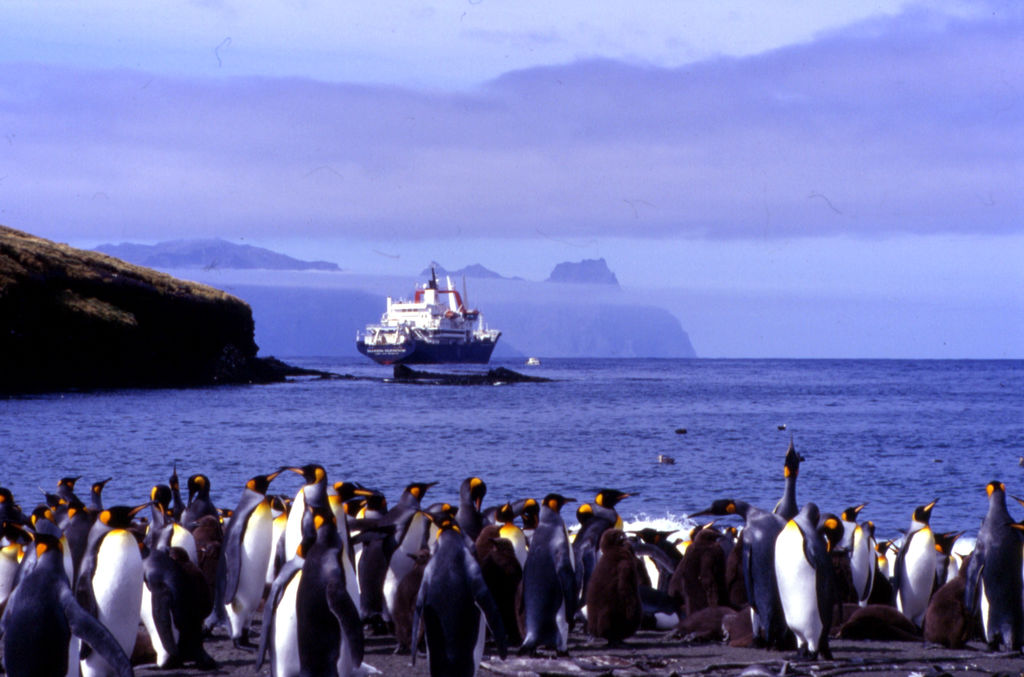
Tučňáci "se loučí"
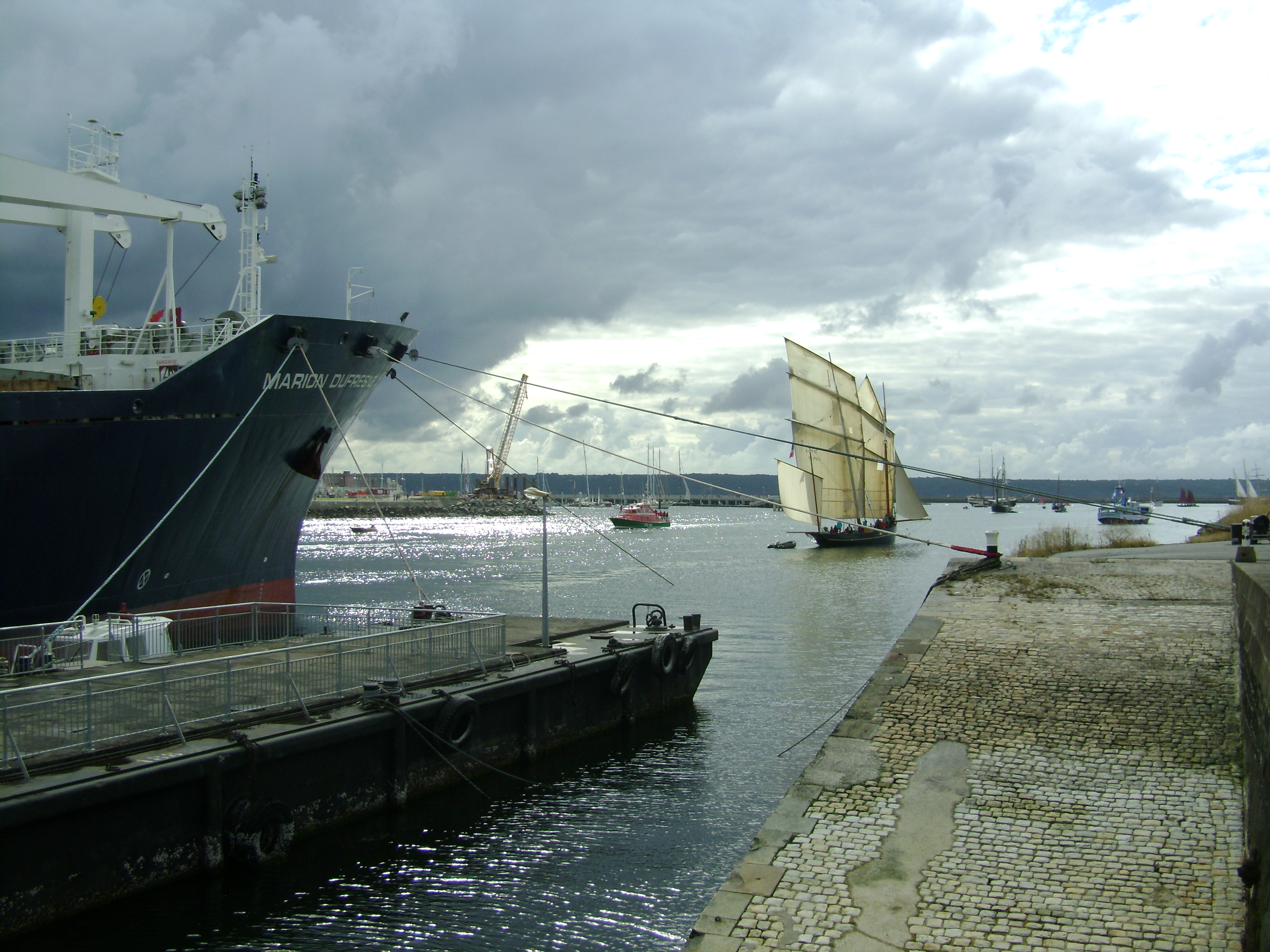
Na rejdě v Brestu